# Championnats du monde de trampoline 2011
Navigation
Metz 2010 Sofia 2013
Les 28e Championnats du monde de trampoline, tumbling et double mini-trampoline ont eu lieu à Birmingham en Angleterre du 17 au 20 novembre 2011.

## Podiums
| Épreuves                                   | Or                                     | Argent                                    | Bronze                                                             |
| ------------------------------------------ | -------------------------------------- | ----------------------------------------- | ------------------------------------------------------------------ |
| Hommes                                     |                                        |                                           |                                                                    |
| Trampoline individuel Résultats détaillés  | Lu Chunlong                            | Dong Dong                                 | Masaki Ito                                                         |
| Trampoline par équipes Résultats détaillés | Japon                                  | Chine                                     | Russie                                                             |
| Synchro Résultats détaillés                | Chine Tu Xiao Dong Dong                | Japon Takashi Sakamoto hiro Ueyama        | Biélorussie Viatchaslau Modzel Mikalai Kazak                       |
| Tumbling individuel Résultats détaillés    | Yang Song                              | Zhang Luo                                 | Andrey Krylov                                                      |
| Tumbling par équipes Résultats détaillés   | Chine                                  | Russie                                    | Canada                                                             |
| Double Mini individuel Résultats détaillés | Bruno Martini                          | Austin White                              | Evgeny Chernoivanov                                                |
| Double Mini par équipe Résultats détaillés | Canada                                 | Brésil                                    | États-Unis                                                         |
| Femmes                                     |                                        |                                           |                                                                    |
| Trampoline individuel Résultats détaillés  | He Wenna                               | Rosannagh MacLennan                       | Li Dan                                                             |
| Trampoline par équipes Résultats détaillés | Chine                                  | Royaume-Uni                               | Canada                                                             |
| Synchro Résultats détaillés                | Allemagne Anna Dogonadze Jessica Simon | Canada Rosannagh MacLennan Karen Cockburn | Royaume-Uni Katherine Driscoll Amanda Parker                       |
| Tumbling individuel Résultats détaillés    | Jia Fangfang                           | Anna Korobeynikova                        | Anzhelika Soldatkina                                               |
| Tumbling par équipes Résultats détaillés   | Chine                                  | Russie                                    | France Mathilde Millory Jessica Courrèges-Clercq Lauriane Lamperim |
| Double Mini individuel Résultats détaillés | Svetlana Balandina                     | Bianca Zoonekynd                          | Victoria Voronina                                                  |
| Double Mini par équipe Résultats détaillés | Canada                                 | Portugal                                  | États-Unis                                                         |

## Tableau des médailles
| Rang | Nation         | Or | Argent | Bronze | Total |
| ---- | -------------- | -- | ------ | ------ | ----- |
| 1    | Chine          | 8  | 3      | 1      | 12    |
| 2    | Canada         | 2  | 2      | 2      | 6     |
| 3    | Russie         | 1  | 3      | 5      | 9     |
| 4    | Japon          | 1  | 1      | 1      | 3     |
| 5    | Brésil         | 1  | 1      | 0      | 2     |
| 6    | Allemagne      | 1  | 0      | 0      | 1     |
| 7    | États-Unis     | 0  | 1      | 2      | 3     |
| 8    | Royaume-Uni    | 0  | 1      | 1      | 2     |
| 9    | Portugal       | 0  | 1      | 0      | 1     |
| 9    | Afrique du Sud | 0  | 1      | 0      | 1     |
| 11   | Biélorussie    | 0  | 0      | 1      | 1     |
| 11   | France         | 0  | 0      | 1      | 1     |